# Целостат
Целостат (від лат. caelum — небо і дав.-гр. statós — нерухомий) — допоміжний астрономічний пристрій — система з двох плоских дзеркал, з яких одне нерухоме, а друге рухається за допомогою годинникового механізму. Дає змогу вивчати видимий рух небесних світил, що спостерігається внаслідок добового обертання Землі.

## Будова
Целостат складається з 2-х плоских дзеркал. Часовий механізм обертає одне дзеркало навколо осі, паралельної площині цього дзеркала, і осі світу. Тривалість одного обороту — 48 годин. При обертанні дзеркала перпендикуляр до нього ковзає вздовж небесного екватора, і промінь, що йде з будь-якої точки обертання небесної сфери, відбивається від дзеркала в постійному напрямку. Друге, нерухоме дзеркало дозволяє направити промінь, що йде від небесного світила, в об'єктив телескопа.

## Історія
Розроблено і вперше виготовлено Габрієлем Ліппманом.